# Estació d'Inca
L'estació d'Inca és una estació de tren de Serveis Ferroviaris de Mallorca. Està situat al bell mig de la ciutat d'Inca, a prop de la plaça de toros i de la fàbrica de Quely.
Aquesta estació és una de les més importants de la xarxa, després de la Intermodal de Palma, atès que hi passen les tres línies de la xarxa i, a més, té una estació d'autobusos annexa que comunica l'estació amb altres pobles i amb la mateixa ciutat.
Consta de dues andanes laterals per on passen dues vies i dues vies d'apartador. Una de les dues vies desapareix en aquesta estació, però això ja no serà així quan es posi en servei la duplicació de via fins a Enllaç.
| Procedència/Destinació             | <       | Línia          | >        | Procedència/Destinació |
| ---------------------------------- | ------- | -------------- | -------- | ---------------------- |
| Serveis Ferroviaris de Mallorca    |         |                |          |                        |
| Estació Intermodal-Plaça d'Espanya | Lloseta | Palma-Inca     | terminal | terminal               |
| Estació Intermodal-Plaça d'Espanya | Lloseta | Palma-sa Pobla | Enllaç   | sa Pobla               |
| Estació Intermodal-Plaça d'Espanya | Lloseta | Palma-Manacor  | Enllaç   | Manacor                |